# Prasinocyma ultima
Prasinocyma ultima là một loài bướm đêm trong họ Geometridae.